# Honda S800
En 1966, le constructeur Honda présente en France ses coupés et ses cabriolets S800 dérivés des S500 et S600 déjà connus au Japon. Ils seront commercialisés à partir de 1967 dans une version plus aboutie. Ils se caractérisent par un très haut régime moteur (jusqu'à 9 000 tr/min), issu du monde de la moto et très supérieur à celui de ses concurrents (on dit du moteur qu'il « miaule »).

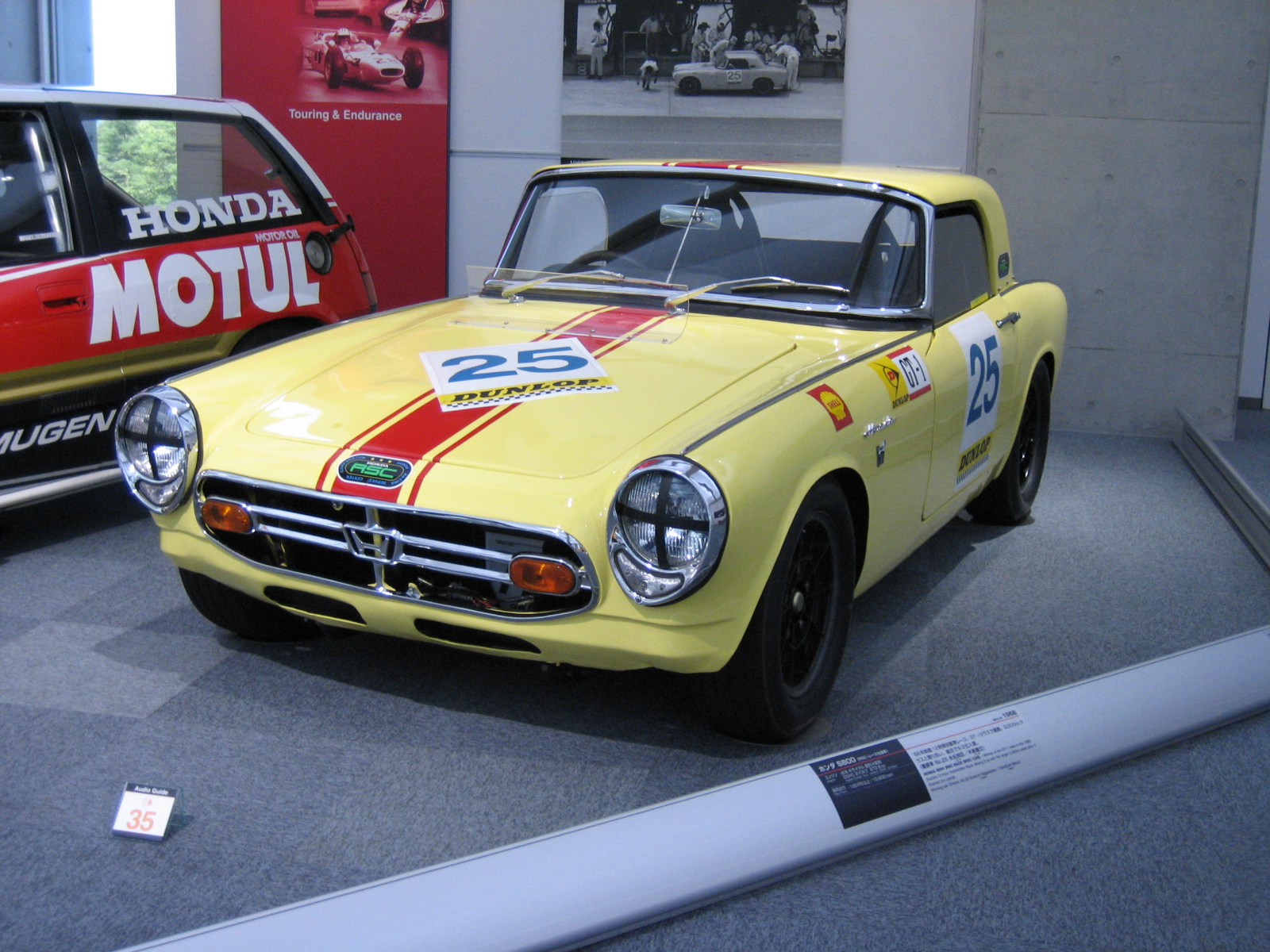
Version prévue pour la course automobile
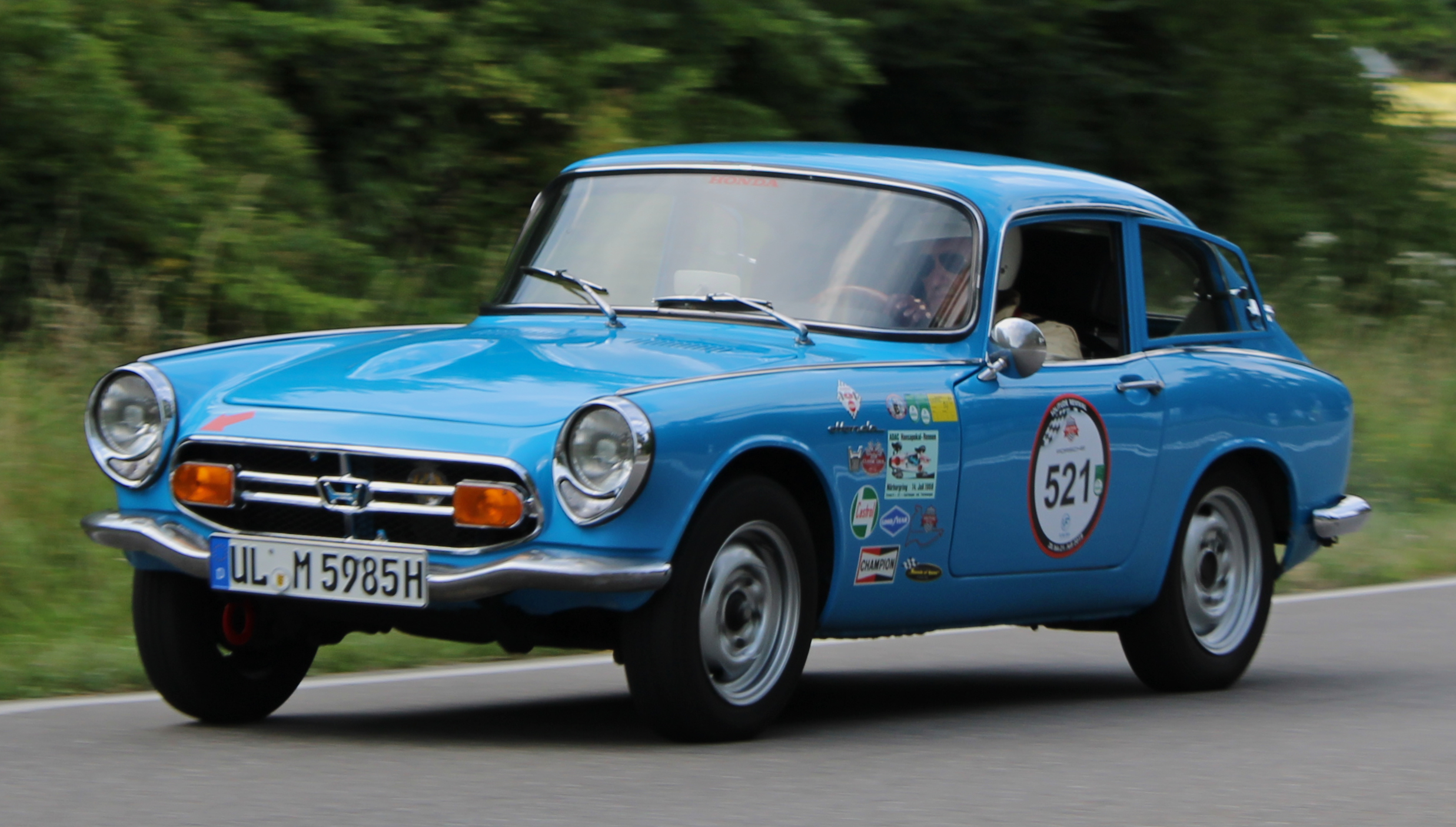
S800 Coupé

## Historique
Initialement constructeur de deux-roues, depuis la création de la société en 1947, Honda collectionnait de nombreuses victoires en Grand Prix, quand la société se lance dans l'automobile à partir de 1960. Pour cela elle lance un ambitieux programme de Formule 1 tout en présentant une série de petites voitures de sport rustiques (S500 et S600) et dérivées des technologies motos dont elle avait la maîtrise.

## Moteur, caractéristiques techniques
La nouvelle S800 affiche les attributs sportifs en usage à l'époque : silhouette compacte et fluide, bossage de capot, sièges baquets, volant bois à trois branches, petits cadrans ronds très lisibles... de plus elle était légère avec ses 720 à 780 kg selon les modèles. Agile dans sa conduite, cependant les suspensions étaient assez fermes.
Le moteur était un quatre cylindres de 791 cm3 développant 78 ch DIN. Élaboré à partir des technologies motos, sa zone rouge était positionnée à 8 500 tr/min. Grâce à ses 4 carburateurs Keihin, on obtenait une puissance proche des 100 ch par litre. Ce moteur sportif avait un rendement exceptionnel qui finalement offrait des performances similaires à celles d'un moteur de 1300-1500 cm3. Le conducteur avait en main un moteur rageur ne demandant qu'à monter dans les tours sans affoler les soupapes et qui permettait des accélérations franches avec une sonorité digne d'une monoplace.
| Moteur | Performance                 | Direction                               | Suspensions | Dimensions | Système électrique                                   |
| --- | --------------------------- | --------------------------------------- | --- | --- | ---------------------------------------------------- |
| 4 cylindres en ligne en alliage léger. 2 arbres à cames en tête, 791 cm3 60 x 70 mm, taux de compression : 9,2 à 1. 78 ch SAE à 8 000 tr/min. Couple maxi : 66 N m à 6 000 tr/min. 4 carburateurs. | Vitesse maximale : 160 km/h | À crémaillère, 3 tours de butée à butée | Avant : roues indépendantes, double triangulation, barres de torsion et barre stabilisatrice. Arrière : essieu rigide, leviers de poussée, barre Panhard, ressorts hélicoïdaux, amortisseurs hydrauliques. | Longueur : 3,33 m Largeur : 1,40 m Hauteur : 1,21 m (cabriolet), 1,40 m (coupé) Empattement : 2 m Voies AV/AR : 1,15 m/1,15 m Poids : 720 kg (cabriolet), 740 kg (coupé) | Batterie: 40 AH, 12 volts. AC alternateur: 300 watts |

## Production, commercialisation et évolutions
Produite à 11 406 exemplaires dont près d'un quart fut vendu en France car elle était capable de se confronter à la R8 Gordini tout en étant moins chère. Cependant le moteur exigeait un entretien très rigoureux.
À sa sortie, la transmission se fait par chaînes et la suspension arrière indépendante. Peu après, Honda décide de modifier son modèle en utilisant un pont rigide associé à une barre Panhard. La S800 est proposée en France à un tarif inférieur à la barre symboliques des 10 000 francs. C'est alors le coupé le moins cher du marché tout en étant le plus performant avec un très bon rapport poids/puissance.
La dernière voiture sortit des chaînes de montage en mai 1970.